# MDMA
 Der er for få eller ingen kildehenvisninger i denne artikel, hvilket er et problem. Du kan hjælpe ved at angive troværdige kilder til de påstande, som fremføres i artiklen.

 Denne artikel bør gennemlæses af en person med fagkendskab for at sikre den faglige korrekthed.

3,4-methylendioxy-N-methylamfetamin (MDMA), også kendt som ecstasy, molly på engelsk og emma på dansk, er et psykoaktivt stof, der primært bruges til rekreative formål. De ønskede virkninger omfatter ændrede sansninger, øget energi, empati, såvel som nydelse. Når det indtages oralt, begynder virkningerne efter 30 til 45 minutter og varer 3 til 6 timer.
MDMA blev først udviklet i 1912 af Merck Det er med start i 1970'erne brugt til at forbedre psykoterapi og blev populært som et gadestof i 1980'erne. MDMA er almindeligvis forbundet med dansefester, raves og elektronisk dansemusik. Det kan være blandet med andre stoffer såsom efedrin, amfetamin og metamfetamin. I 2016 brugte omkring 21 millioner mennesker mellem 15 og 64 år ecstasy (0,3 % af verdens befolkning). Dette svarede stort set til procentdelen af mennesker, der bruger kokain eller andre amfetamin-lignende stoffer, men er lavere end for cannabis eller opioider. I USA i 2017 havde omkring 7 % af befolkningen brugt MDMA på et tidspunkt i deres liv, og 0,9 % havde brugt det inden for det sidste år.
Kortsigtede bivirkninger omfatter tænderskæren, sløret syn, svedtendens og hurtig hjerterytme, og længere tids brug kan også føre til afhængighed, hukommelsesproblemer, paranoia og søvnbesvær. Dødsfald er blevet rapporteret på grund af øget kropstemperatur og dehydrering. Efter brug føler folk sig ofte deprimerede og  trætte. MDMA virker primært ved at øge aktiviteten af neurotransmittererne serotonin, dopamin og noradrenalin i dele af hjernen. Det tilhører stofgruppen substituerede amfetaminer og har stimulerende og hallucinogene virkninger.
MDMA er ulovligt i de fleste lande og har per 2018 ingen godkendte medicinske anvendelser. I USA er Food and Drug Administration i 2021 ved at vurdere stoffet til klinisk brug.

## Virkninger
Generelt rapporterer MDMA-brugere at de føler begyndende subjektive virkninger inden for 30 til 60 minutter efter oral indtagelse og når maksimal effekt efter 75 til 120 minutter, som derefter fortsætter i omkring tre en halv time. De ønskede kortsigtede psykoaktive virkninger af MDMA omfatter:
- Eufori – en følelse af generel velvære og lykke[1][15]
- Øget selvtillid, omgængelighed og opfattelse af lettere kommunikation[16][1][15]
- Entaktogene virkninger – øget empati eller følelser af nærhed med andre[1][15] og sig selv[16]
- Mydriasis (udvidede pupiller)[16]
- Afslapning og reduceret angst[16]
- Øget emotionalitet[16]
- En følelse af indre fred[15]
- Mild hallucination[15]
- Forbedret sansning, opfattelse eller seksualitet[16][1][15]
- Ændret tidsfornemmelse[4]

Oplevelsen af MDMA afhænger af dosis, omstændigheder og bruger. MDMA brugt til fester er forbundet med høj motorisk aktivitet, nedsat identitetsfølelse og dårlig bevidsthed om omgivelserne. Brug af MDMA individuelt eller i små grupper i rolige omgivelser når man koncentrerer sig, er forbundet med øget klarhed, koncentration, følsomhed over for æstetiske aspekter af miljøet, øget bevidsthed om følelser og forbedret kommunikationsevne. I psykoterapeutiske omgivelser er MDMA-effekter blevet karakteriseret ved infantile ideer, humørsvingninger, og minder og stemninger forbundet med barndomsoplevelser.
MDMA er blevet beskrevet som et "empatogent" stof på grund af dets empati-skabende virkninger. Adskillige undersøgelser viser øget empati med andre. Ved test af MDMA med mellemstore og høje doser viste det øget hedonisme og ophidsede. Virkningen i form af øget omgængelighed er konsistent, mens MDMA's virkninger på empati har været mere blandede.

## Bivirkninger

### Kortsigtede
Akutte bivirkninger er sædvanligvis resultatet af høje eller flere samtidige doser, selvom enkeltdosis toksicitet kan forekomme hos nogle personer. De mest alvorlige kortsigtede fysiske sundhedsrisici ved MDMA er hypertermi og dehydrering. Tilfælde af livstruende eller dødelig hyponatriæmi (for lav natriumkoncentration i blodet) er udviklet hos MDMA-brugere, der forsøger at forhindre dehydrering ved at indtage store mængder vand uden at supplere med elektrolytter.
De umiddelbare negative virkninger af MDMA-brug kan omfatte:
- Dehydrering[17][15][25]
- Hypertermi[16][17][25]
- Bruxisme (slibning og sammenbidning af tænder)[16][17][1]
- Øget vågenhed eller søvnløshed[16][15]
- Øget sved og svedtendens[15][25]
- Øget puls og blodtryk[16][17][25]
- Øget psykomotorisk aktivitet[16]
- Tab af appetit[16][27]
- Kvalme og opkastning[1]
- Diarré[15]
- Impotens[16][28]
- Visuelle og auditive hallucinationer (sjældent)[16]

Andre bivirkninger der kan forekomme eller vedvare i op til en uge efter ophør med moderat MDMA-brug omfatter:
Fysiologiske
- Trismus (krampe i kæbemusklerne)[1]
- Tab af appetit[27]
- Søvnløshed[27]
- Træthed eller sløvhed[29][30]

Psykologiske
- Angst eller paranoia[27]
- Depression[1][27]
- Irritabilitet[27]
- Impulsivitet[27]
- Rastløshed[27]
- Hukommelsessvækkelse[1]
- Anhedoni (manglende evne til at være glad)[27]

### Afhængighed
Cirka 60 % af MDMA-brugerne oplever abstinenssymptomer, når de holder op med at tage MDMA. Symptomerne omfatter træthed, appetitløshed, depression og koncentrationsbesvær. Tolerance over for nogle af de ønskede og negative virkninger af MDMA forventes at forekomme ved konsekvent MDMA-brug. En analyse fra 2007 anslog at MDMA har en psykologisk og fysisk afhængighedspotentiale på omkring tre fjerdedele til fire femtedele af niveauet for cannabis.
MDMA har vist sig at inducere proteinet ΔFosB i nucleus accumbens. Fordi MDMA frigiver dopamin i striatum, er mekanismerne hvorved det inducerer ΔFosB i nucleus accumbens, analoge med andre dopaminerge psykostimulanter. Derfor kan kronisk brug af MDMA i høje doser resultere i ændret hjernestruktur og stofafhængighed, der opstår som en konsekvens af ΔFosB-overekspression i nucleus accumbens. MDMA er mindre vanedannende end andre stimulanser såsom metamfetamin og kokain.
En undersøgelse har vist at cirka 15 % af kroniske MDMA-brugere opfyldte DSM-IV-diagnosekriterierne for stofafhængighed. Der er dog lidt evidens for et specifikt diagnosticerbart MDMA-afhængighedssyndrom, fordi MDMA typisk bruges relativt sjældent.
Der er ingen medicin til behandling af MDMA-afhængighed.

## Kemi
MDMA tilhører stofklasserne substitueret methylendioxyphenethylamin og substitueret amfetamin. Som en fri base er MDMA en farveløs olie, der er uopløselig i vand. Det mest almindelige salt af MDMA er hydrokloridsaltet, rent MDMA-hydroklorid er vandopløseligt og fremstår som et hvidt eller råhvidt pulver eller krystal.

### Syntese
Der er adskillige metoder til at syntetisere MDMA via forskellige mellemprodukter. Den originale MDMA-syntese beskrevet i Mercks patent involverer bromering af safrol til 1-(3,4-methylendioxyphenyl)-2-brompropan og derefter lade det fremkomne stof reagere med metylamin. Det meste ulovlige MDMA syntetiseres ud fra MDP2P (3,4-methylendioxyphenyl-2-propanon). MDP2P syntetiseres igen almindeligvis ud fra piperonal, safrol eller isosafrol. Relativt små mængder æterisk olie kan bruges til at lave store mængder MDMA. Den æteriske olie fra planten Ocotea cymbarum indeholder for eksempel typisk mellem 80 og 94 % safrol. Dette gør det muligt at fremstille mellem 150 og 340 gram MDMA ud fra 500 ml af olien.

## Historie
MDMA blev først patenteret i 1914 af forskere hos det tyske medicinalselskab Merck. På det tidspunkt var MDMA's virkning ukendt, og det blev anvendt som et trin i syntesen af et styptikum (blødningsstoppende). Over et halvt århundrede gik, før MDMA blev indtaget af mennesker.
MDMA var lovligt i USA indtil 1985. Før det blev det anvendt både som hjælpemiddel i psykoterapi, samt som et rekreativt rusmiddel. MDMA begyndte sin terapeutiske anvendelse i midten af 1970'erne, efter kemikeren Dr. Alexander Shulgin introducerede det til psykoterapeuten Leo Zeff. Efterhånden fik Zeff og andre spredt stoffet, og det udviklede et ry for at forbedre kommunikation, nedbryde mentale forsvarsbarrierer og øge den introspektive kapacitet. Der blev dog ikke foretaget nogen placebo-blindtests. 
MDMA dukkede undertiden op som et street drug i de tidligere 1970'ere. Det blev dog først kendt i de tidlige firsere hos visse trendy yuppie-barer i Dallas-området, og dernæst i bøssebarer. Derfra spredte det til raveklubber, og videre til mainstream-samfundet. I 1990'erne blev MDMA et af de fire mest anvendte ulovlige rusmidler, sammen med kokain, heroin og cannabis.

## Farmakologi og kinetik
Efter oral indtagelse af MDMA, når plasmakoncentrationen af MDMA sit maksimum i løbet af 1,5 – 3 timer. Niveauet falder til ca. det halve i løbet af 8 timer. MDMA metaboliseres til en lang række metabolitter, bl.a. alphamethyl-dopamin og methylendioxyamfetamin. Deres rolle i MDMA's toxicitet er stadig et ubesvaret spørgsmål.
MDMA udøver sin effekt gennem blokade for noradrenerge, cholinerge, dopaminerge og serotonerge neuroners genoptagelse.
Dette afstedkommer en kraftig øget koncentration af disse signalstoffer i hjernen, med dertil følgende overaktivering af nervesystemerne.
MDMA's primære effekter skyldes givet vis den serotonerge aktivitet, da "klassiske" hallucinogener (LSD m.fl.) udøver deres effekt på den serotonerge 5-HT2A-receptor.
Den amerikanske doktor i psykologi, Gary Greenberg, beskriver i sin bog Manufacturing Depression  p 158 hvordan MDMA (Ecstacy) både medfører øget udskillelse af serotonin og nedsat nedbrydning af serotonin i synapsespalten.

## Former
MDMA findes i nogle forskellige former. Den mest kendte er nok i tabletform. Men det findes også i pulver samt krystaller.
MDMA bliver tit solgt som forskelligt-farvede tabletter med diverse logoer og er i denne form bedre kendt som Ecstasy. Ecstasytabletter indeholder dog ikke nødvendigvis MDMA, da mange tabletter med samme udseende, og som også bliver solgt som "ecstasy", indeholder andre stoffer. Andre stoffer som tabletterne kan indeholde ligner tit MDMA i virkning, f.eks. mCPP, 2C-B og MDA, men kan også indeholde stoffer med andre former for virkning, f.eks. koffein eller amfetamin. Der er også eksempler på, at tabletterne indeholder mere giftige stoffer så som PMA.
Sundhedsstyrelsens rapport fra 2009 viste, at kun 35 % af de af politiet beslaglagte ecstasytabletter i 1. kvartal 2009 indeholdt MDMA. 21 % af tabletterne indeholdt udelukkende MDMA som aktivt stof, mens 60 % indeholdt mCPP.
- Forskellige ecstasy-tabletter
- Brune krystaller
- Knuste MDMA krystaller
- MDMA i kapslerMDMA i kapsler
- Tre gram MDMA

## Varighed og indtagelsesmetoder

### Oralt
Virkningen indtræder normalt efter 30-90 minutter afhængig af mavens indhold. Rusen varer derefter 4-5 timer med 1½ times klimaks (rusens højdepunkt). 
Hvis man har fastet i 4-6 timer før indtagelse, vil virkningen indtræde hurtigere med et højere klimaks.

### Insuffleret (sniffning)
Ved insufflering indtræder rusen på ca. 10 minutter, hvor man vil have nået klimaks efter 30 minutter. Rusen varer derefter ca. 2-3 timer.

## Eksterne links
- MDMA. Hvad er det? Hvad gør det? Videnskab.dk 2018

- Henrik Rindom, Rusmidlernes biologi – om hjernen, sprut og stoffer Arkiveret 23. august 2006 hos  Wayback Machine, Sundhedsstyrelsen, Juni 2000 (version 2.0). ISBN 87-91093-30-9. ISBN 87-91093-31-7 (elektronisk). Specielt afsnittet:
  - Ecstasy – MDMA – et designerdrug Arkiveret 23. marts 2007 hos  Wayback Machine.
- Alexander Shulgins MDMA-syntese